# Taru Mäntynen
Taru Maria Mäntynen-Laita, född 29 oktober 1944 i Kärsämäki, är en finländsk bildhuggare. Hon är sondotter till Jussi Mäntynen. 
Mäntynen studerade 1966–1967 vid Fria konstskolan, 1970–1972 vid Konstindustriella läroverket och 1972–1976 vid Finlands konstakademis skola samt ställde ut första gången 1972. Hon har blivit känd för sina bronsskulpturer, som hon gjuter själv. Djur- och människofigurer samt naturmotiv har tillhört hennes viktigaste teman. I sina arbeten har hon förenat intryck av verkligheten med myter och naturfenomen. Hon har haft framgång också som medaljkonstnär och utfört många (över trettio) offentliga skulpturer, bland annat utanför kanslihuset i Heinävesi (1979), på Riksdagshusets innergård (1981), Kuopio torg (1984), Varkaus bibliotek (1986), Leppävirta kommungård (1989), Gustav Adolfs bibliotek (1993), Sievi kommungård (1998), flygterminalen i Varkaus (2000), bilhuset i Hertonäs (2002) och Varkaus kyrka 2003. Mäntynen, som sedan 1984 har varit medlem i Tutka-gruppen, har vunnit en rad pris och utmärkelser, bland annat Grand Prix i Monaco 1984.